# Burni Apitan
Burni Apitan är ett berg i Indonesien.   Det ligger i provinsen Aceh, i den västra delen av landet, 1 600 km nordväst om huvudstaden Jakarta. Toppen på Burni Apitan är 2 256 meter över havet, eller 116 meter över den omgivande terrängen. Bredden vid basen är 2,2 km. Burni Apitan ingår i Van Daalen Mountains.
Terrängen runt Burni Apitan är bergig åt sydost, men åt nordväst är den kuperad.  Trakten runt Burni Apitan är nära nog obefolkad, med mindre än två invånare per kvadratkilometer. I omgivningarna runt Burni Apitan växer i huvudsak städsegrön lövskog.